# 碳九
裂解碳九是含有九个碳原子的鏈狀烯炔化合物的通称，常在石油提炼时获得。其沸点介于汽油和柴油之间。浮在水面上時呈黃色。

## 成分
裂解碳九含有150余种有机物。
尽管芳香烃含量没有重整碳九高，裂解碳九中芳烃含量仍在40～60％，其芳香烃多为烯基芳烃，如：
- 苯乙烯及其衍生物
- 茚及其衍生物
- 萘及其衍生物

另外，双烯烃、单烯烃较多，二聚体、多聚体较多，部分硫、氮。双环戊二烯占裂解碳九的25～35％。
| 主要成分 |        |    |    |            |
| 名称     | 苯乙烯 | 茚 | 萘 | 双环戊二烯 |
| 结构式   |        |    |    |            |

## 事件
2018年11月4日，福建泉港东港石油化工公司在装卸作业时造成69.1吨裂解碳九泄露。

## 扩展阅读
- 碳九芳烃